# デイブ・バンホーン
デイブ・バンホーン（Dave Van Horne、1939年8月25日 - ）は、メジャーリーグベースボール(MLB)の元実況アナウンサーである。生涯で通算53年に渡りMLBで実況を行い、2011年にはアメリカ野球殿堂のフォード・C・フリック賞を受賞した。1969年から2000年までの32年間はモントリオール・エクスポズの、2001年から2021年までの21年間はマイアミ・マーリンズの専属アナウンサーを務めた。

## 若年期と教育
バンホーンは1939年8月25日にペンシルベニア州イーストンで生まれた。イーストンのウィルソンエリア高校を1957年に卒業した後、バージニア州リッチモンドのリッチモンド・プロフェッショナル・インスティテュート（RPI、現 バージニア・コモンウェルス大学）の演劇科に入学した。

## キャリア
RPI在学中に地元ラジオ局のトップ40番組の司会を始めたことがきっかけで大学を中退した。その後は、ロアノークの放送局でフルタイムで仕事をする傍らで、地元の高校のフットボールとバスケットボールのコーチを始めた。それがきっかけで、1966年からアトランタ・ブレーブス傘下のAAAチームであるリッチモンド・ブレーブスの実況アナウンサーとなった。

### モントリオール・エクスポズ
1969年、バンホーンは、同年に新設されたモントリオール・エクスポズと契約した。1969年4月14日のエクスポズの最初の試合の実況はバンホーンが担当した。1969年4月17日のビル・ストーンマンのノーヒットノーラン、1970年のウィリー・メイズの通算3000本安打、1972年のストーンマンのノーヒットノーラン、1980年のチャーリー・リーのノーヒットノーラン、1984年のピート・ローズの通算4000本安打の達成は、バンホーンが実況しているときのものだった。14年間は解説のデューク・スナイダーとコンビを組んだ。
1991年7月28日にデニス・マルティネスが完全試合を達成したとき、実況のバンホーンが叫んだ「エル・プレジデンテ、エル・パーフェクト!」というフレーズは、その後のエクスポズファン精神を示す共通語ともなった。
2000年、エクスポズが全ての放送局で英語による試合の中継の契約をできなかったため、バンホーンはインターネット中継で実況を行った。翌2001年も同様の状況だったため、バンホーンはフロリダ・マーリンズに移籍した。

### フロリダ（マイアミ）・マーリンズ
2001年シーズンからマーリンズでの実況を始めた。フロリダ時代には、マーリンズが優勝した2003年のワールドシリーズの実況も担当した。
2004年9月29日、エクスポズのワシントンD.C.への移転の発表の数時間後に行われたモントリオールでの最後のホームゲームはマーリンズが相手だった。バンホーンはマーリンズの実況席にて実況を行い、試合終了後にはエクスポズのテレビクルーと共に特別番組に出演した。
2020年代に入ると、マーリンズ側の指示によりバンホーンの実況は大幅に減らされた。2021年にバンホーンが実況した試合は54試合のみだった。翌2022年シーズンには20試合の実況の予定が提示されたが、バンホーンはこれを拒否し、実況アナウンサーを引退することを発表した。

## 賞と栄誉
1996年、カナダ野球殿堂からジャック・グレイニー賞を受賞した。2014年にはカナダ野球殿堂に殿堂入りした。
2011年、アメリカ野球殿堂から、「野球実況の殿堂」と称されるフォード・C・フリック賞を受賞した。